# Schmalspurganoven
Schmalspurganoven ist eine Filmkomödie von Woody Allen aus dem Jahr 2000.

## Handlung
Die Eheleute Ray und Frenchy Winkler sowie ihre Komplizen Denny und Benny wollen eine Bank ausrauben, indem sie einen Tunnel zum Tresorraum graben. Sie tarnen das Unternehmen dadurch, dass Frenchy zwei Häuser weiter eine Plätzchen-Bäckerei eröffnet, von deren Keller aus der Tunnel vorangetrieben wird. Während der Raub auf groteske Art misslingt, floriert das Geschäft mit den Plätzchen in unerwartetem Maße und wird zu einer sprudelnden Geldquelle. Nach dem Aufbau eines erfolgreichen Plätzchen-Konzerns wird Frenchy Opfer betrügerischer Buchhalter und geht in Insolvenz. Eingeflochten ist die Handlung zwischen Frenchy und David, einem vielseitig gebildeten und gutaussehenden Emporkömmling, der von Frenchy angeheuert wird, um das Ehepaar Winkler kulturell auf die Höhe ihres zwischenzeitlichen gesellschaftlichen Standes zu bringen. Auf der Suche nach Vermögen versucht er, ein Verhältnis zu Frenchy aufzubauen, doch er bricht sein Vorhaben abrupt ab, als ihm ihre Insolvenz bekannt wird. Zum Schluss ist der Winkler’sche Höhenflug beendet und Ray und Frenchy sind gemeinsam auf dem Boden der Tatsachen gelandet. Ray, dem der Aufstieg sowieso missfallen hatte, findet sich besser damit ab als seine Frau. Der Plot erinnert an das Grimm’sche Märchen Vom Fischer und seiner Frau.

## Kritiken
- Lou Lumenick schrieb in der New York Post, dass die Komödie ihn enttäuscht habe.
- Edward Guthmann schrieb im San Francisco Chronicle, dass die Komödie mit zahlreichen Gags anfange, sich aber dann unerwartet in eine soziale Satire verwandle. Er lobte das Spiel von Woody Allen, Tracey Ullman, Hugh Grant, Jon Lovitz und Michael Rapaport.[1]
- Kulturspiegel 12/2000: „Einmal mehr zeigt Woody Allen, dass man in New York allerhand erleben kann: Ein Tellerwäscher will eine Bank ausrauben, seine Frau verkauft zur Tarnung nebenan selbst gebackene Kekse. Leider reicht Allens kriminelle Energie nur für Gemeinplätze: Geld macht nicht glücklich; Geschmack kann man nicht kaufen. Uneinheitliche Mischung aus Altersmilde und kraftlosen Selbstzitaten.“

## Auszeichnungen
- Tracey Ullman wurde 2001 für den Golden Globe und für den American Comedy Award nominiert.
- Elaine May gewann 2001 den National Society of Film Critics Award und wurde für den Online Film Critics Society Award nominiert.